# Геотаргетинг
Геотаргетинг (англ. geo targeting) — в веброзробці та інтернет-маркетингу, метод видачі вмісту, що відповідає географічному положенню відвідувача.
Регіональна прив'язка дозволяє сайту перебудовувати контент для різних регіонів. Наприклад, Google використовує регіональну прив'язку для перенаправлення користувачів з домену google.com у відповідні домени країн, і така підміна IP вважається цілком допустимою практикою.

## Цілі
Бізнес-метою місцеположення є таргетування рекламних та інформаційних повідомлень на відповідну аудиторію. Результативність такої реклами різко підвищується і відповідно, і ціна її значно вище.
Загальною метою місцеположення є створення найбільш дружнього користувачеві вмісту.

## Принцип
Для зареєстрованих відвідувачів геотаргетинг може здійснюватися спираючись на інформацію, безпосередньо введену користувачем при реєстрації облікового запису (країна, код номера телефону).
Для незареєстрованих відвідувачів вихідні дані для місцеположення визначаються на основі регіональної приналежності його IP-адреси або налаштувань браузера.

## Геотаргетинг пошукові системи
Регіональна прив'язка вважається прийнятною всіма пошуковими системами.
Одним з очевидних недоліків регіональної прив'язки є те, що її можуть ввести в оману віртуальні приватні мережі (VPN) і нестандартні мережеві конфігурації, що охоплюють кілька країн. Це може створити незручності, але вони торкнуться лише невеликої кількості користувачів.

## Геотаргетинг і маскування
Геотаргетинг або регіональна прив'язка в мережі дуже схожа на клоакінг (маскування), оскільки надає різний контент в залежності від типу відвідувача, але в даному випадку розмежування виконується за територіальною ознакою. Пошукові роботи не розглядаються по-іншому у порівнянні зі звичайними відвідувачами. Ця техніка успішно використовується, наприклад, коли потрібно показувати різний контент користувачам з різних регіонів.
Реалізація регіональної прив'язки мало відрізняється від реалізації маскування. Маскування і регіональна прив'язка зазвичай реалізуються з допомогою однієї і тієї ж техніки — підміни IP-адреси.